# Фултън (окръг, Охайо)
Окръг Фултън (на английски: Fulton County) е окръг в щата Охайо, Съединени американски щати. Площта му е 1054 km², а населението - 42 084 души (2000). Административен център е град Уоусион.